# Yngledragt
Yngledragt er i yngletiden det særlige, ofte farvestrålende, udseende hos visse fugle, fisk eller krybdyr. Denne dragt kaldes også for pragtdragten, især hos ænder.